# Cayo Ducenio Próculo
Cayo o Gayo Ducenio Próculo  fue un senador romano de finales del siglo I, que desarrolló su carrera política bajo los imperios de Vespasiano, Tito y Domiciano.
Natural de Patavium (Padua, Italia), su único cargo conocido es el de consul suffectus entre mayo y agosto de 87, bajo Domiciano.